# 河野智之
河野 智之（こうの ともゆき、1971年10月19日 - ）は、日本の男性声優。東京都出身。

## 人物
81プロデュースに所属していた。
声種はバスバリトン。
趣味は日曜大工。好きな食べ物はチーズケーキ。

## 出演作品

### テレビアニメ
1995年
- モジャ公（ユキババ）

1998年
- しましまとらのしまじろう（青年〈うさぎ〉）
- パニポニ（ブルッタ）

1999年
- KAIKANフレーズ（伊藤の部下）
- 彼氏彼女の事情（先生A）
- 鋼鉄天使くるみ（科学者）
- 装甲救助部隊レストル（エンジニア、マネージャー）

2000年
- 銀装騎攻オーディアン（科学者A）
- グラビテーション（プロデューサー、スタッフ）
- 幻想魔伝 最遊記（2000年 - 2003年、妖怪、坊主、銀髪鬼の手下、紅孩児の手下、美朋の父 他） - 2シリーズ
- ゾイド -ZOIDS-（副官）

2001年
- サイボーグ009 THE CYBORG SOLDIER（消防士、副官）
- サラリーマン金太郎（暴走族、田中政和）
- 旋風の用心棒（銀鮫社員、金原の秘書）
- ノワール（チュウ、ヴァネル、リカルド、ルネ、男A、男B、男C、騎士、警官A、護衛、司式者、店員）
- パチスロ貴族 銀（川藤宏）

2002年
- アソボット戦記五九（ピエロB、アナウンス、アナウンサー）
- 宇宙大作戦チョコベーダー（バディ）
- .hack//SIGN（騎士B、キャラB、紅衣の騎士C）
- 爆闘宣言ダイガンダー（スターロン）
- ロックマンエグゼ（2002年 - 2006年、マグネットマン、宮田） - 4シリーズ

2003年
- とっとこハム太郎（ドラキュラ）
- NARUTO -ナルト-（2003年 - 2006年、はがねコテツ、黒服隊長）

2004年
- 今日からマ王!（不良A）
- 爆裂天使（深酒監督）
- MADLAX（店主）

2005年
- 雪の女王（村人）

2006年
- ぜんまいざむらい（渡辺綱缶、茶屋の主人）

2007年
- 銀魂（痴黒）
- D.Gray-man（ベルヌ）
- NARUTO -ナルト- 疾風伝（2007年 - 2016年、はがねコテツ、木ノ葉の忍）

2008年
- 紅（男B、紅香の部下、九鳳院の男1）
- ゴルゴ13（候補者、パイロット）

2011年
- UN-GO（小野一刀）

2012年
- NARUTO -ナルト- SD ロック・リーの青春フルパワー忍伝（はがねコテツ）

### OVA
- 銀河英雄伝説（1996年）
- 竜機伝承（1997年、帝国兵B）
- 快刀乱麻 THE ANIMATION（1999年、門弟1）
- 菜々子解体診書（1999年、管制官）
- 真ゲッターロボ対ネオゲッターロボ（2000年、ネーサーオペレーター）
- さばくの国の王女さま（2001年）[10]
- 新ゲッターロボ（2004年、白刃の男、所員、盗賊、ヤクザ 他）
- 紅（2010年、犯人3、男）

### 劇場アニメ
- 劇場版ポケットモンスター セレビィ 時を超えた遭遇（2001年、ヘルガー）
- 劇場版 NARUTO -ナルト- 疾風伝 火の意志を継ぐ者（2009年、はがねコテツ）
- THE LAST -NARUTO THE MOVIE-（2014年、はがねコテツ）

### ゲーム
- ヴィオラートのアトリエ 〜グラムナートの錬金術士2〜（2003年、ザヴィット・キッパー）
- コロッケ!2 闇のバンクとバン女王（2003年、タンタンメン）
- ケイオスリングス（2010年、代弁者）

### 吹き替え

#### 映画
- アーク 失われたマヤの財宝
- 悪夢の破片
- アトミック・トレイン ※ソフト版
- 怪獣大決戦ヤンガリー
- ガンシャイ
- グリース（レオ〈デニス・ステュアート〉）
- グロリア
- コヨーテ・アグリー
- タイガーランド
- デスゲーム（フィリップ〈ワーニャ・ムーズ〉）
- DENGEKI 電撃 ※ソフト版
- ビューティフル・ピープル
- ブラック・ダイヤモンド
- フロム・ヘル（アルバート・シッカート〈マーク・デクスター〉）
- リトル・ダンサー
- リプレイスメント

#### ドラマ
- シャーリー・ホームズの冒険（マーキー警部）
- 新・少林寺（禿鷹〈ション・シンシン〉）
- 続ハリーズ・ロー 裏通り法律事務所
- パワーレンジャー・ターボ（ファラオ、ピーボディ）
- フロム・ジ・アース/人類、月に立つ（ロジャー・チャフィー）
- モエシャ（クイントン）

#### アニメ
- おてんばソフィー（ブレーズ、ジョゼフ、ルフロイ）
- エル・ドラド 黄金の都
- ぞうのババール（海賊）
- ターザン
- ダグ（リーチ、キン属マン）
- チャーリーのクリスマス ぼくのパパは世界一（男）
- ヨセフ物語 〜夢の力〜

### テレビ番組
- ひとりでできるもん!（サイナンジャ）

### ナレーション
- Sweets&Bread
- ペーパースカイTV

### ボイスオーバー
- 日本賞参加 バングラデシュ作品
- ニュースウオッチ9
- 日立 世界・ふしぎ発見!
- レディス4

### シリーズ一覧
1. ↑  第1シリーズ（2002年 - 2003年）、第2シリーズ『AXESS』（2004年）、第3シリーズ『Stream』（2005年）、第4シリーズ『BEAST』（2006年）